# Соросовский учитель
Соросовский учитель — лауреат премии Фонда Сороса для учителей средних общеобразовательных учреждений. Кроме «соросовских учителей», существовали также «соросовский профессор», «соросовский доцент», «соросовский студент», «соросовский аспирант».
Присуждение грантов Фонда Сороса осуществлялось в критический период, когда большинство педагогов и научных работников в постсоветских странах оказалось в удручающем финансовом положении.

## Грантополучатели
Лауреат выбирался на основе довольно сложной четырёхступенчатой процедуры, которая должна была гарантировать независимость выбора от мнения властных структур:
- Первый этап. Опрос студентов 1—3 курса нескольких сотен вузов России. Суть опроса: «Кто из ваших школьных учителей был лучшим?».
- Второй этап. Отбор тех учителей, которые получили более чем два голоса на первом этапе.
- Третий этап. Заполнение отобранными учителями специальных анкет, где было необходимо показать свои фактические (формальные) успехи и заслуги: публикации, победители олимпиад и проч.

Лауреату выплачивалась денежная премия, размер которой в первые годы был сопоставим с несколькими годовыми зарплатами учителя средней школы.
После получения премии лауреат был обязан сделать одну или несколько публикаций в «Соросовском образовательном журнале», выступить с лекциями перед профессиональным сообществом.

## История
Американский миллиардер Джордж Сорос 15 февраля 1994 года заявил о создании Международной соросовской программы образования в области точных наук (ISSEP), для выявления и поддержки лучших учителей, студентов, аспирантов, доцентов и профессоров, активно работающих в области физики, химии, математики и биологии.
В рамках первого конкурса было опрошено 25 000 студентов из 110 российских вузов. На основании их ответов было выделено 3354 гранта. Размер гранта составил 1200 долларов США (из расчета 200 в месяц). В отличие от последующих конкурсов "Соросовский учитель средней школы" в первом конкурсе гранты получали также репетиторы, преподаватели средних специальных учебных заведений, вечерних и заочных школ и руководители специализированных кружков. Список получивших грант "Соросовского учителя" был опубликован в "Учительской газете" от 20 декабря 1994 года.  
В 1998 году было опрошено 80 000 студентов. Сумма гранта не изменилась и по-прежнему составляла 1200 долларов в год.
Примерно в 1998 году Джордж Сорос заявил, что продолжит финансирование программы в размере 50 % при условии, что российское правительство направит на те же цели вторую половину суммы. Тем самым было положено начало постепенному завершению программы Сороса.
После завершения Соросовской программы в 2002 г. был объявлен Грант Москвы в сфере образования, основные принципы функционирования которого были сохранены по образу и подобию программы Сороса.

## Критика программы
Премии фонда Сороса присуждались всего по четырём фундаментальным дисциплинам (физика, химия, математика, биология). Это создавало определённую напряжённость в педагогических коллективах, когда при равных заслугах перед своими учениками ведущие учителя (профессора, аспиранты) других дисциплин оказывались незаслуженно лишёнными возможности получить престижную и уважаемую в профессиональном сообществе награду.